# 짐 오헤어

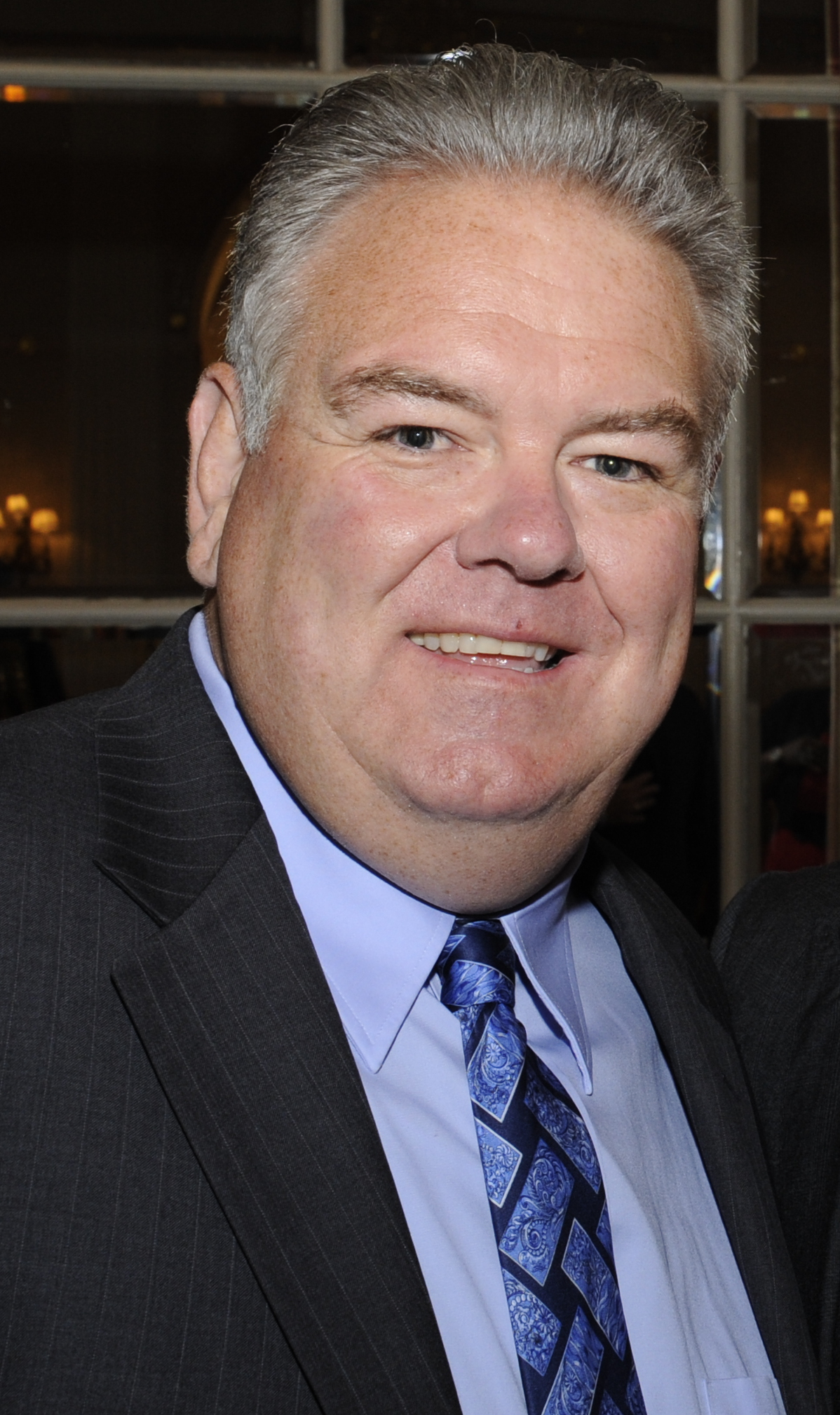

짐 오헤어(Jim O'Heir, 1962년 2월 4일 ~ )는 미국의 배우이다.
시카고에서 태어났다.

## 출연 작품
- 스머더드 바이 마더스 (2018년)
- 테이크 미 (2017년)
- 로건 럭키 (2017년) - 칼 역
- The Dust Storm (2016)
- 미들 맨 (2016년)
- 라이프 인 컬러 (2015년)
- 배드 나이트 (2015년)
- 로드 하드 (2015년)
- 마이 산타 (2013년)
- 올드 라이벌리 (2012년) - 래리 역
- 합격! (2006년)
- 미믹 2 (2001년) - 루 역
- 인 갓 위 트러스트 (2000년)
- H@ (1999년) - 은행 매니저 목소리 역
- 하비 (1996년)
- 에드 (1996년)

### 텔레비전
- 파티 오브 파이브 (1996)
- ER (1996)
- 저스트 슛 미 (1997, 2002)
- 더 드루 케리 쇼 (1998, The Drew Carey Show)
- 앨리 맥빌 (1999)
- 스타 트렉: 보이저 (2000)
- 말콤네 좀 말려줘 (2001)
- 조지 로페즈 (2002)
- 프렌즈 (2004)
- 콜드 케이스 (2004)
- 보스턴 리걸 (2004)
- 탐정 몽크 (2006)
- 위기의 주부들 (2006)
- 잭과 코디, 우리집은 호텔 스위트 룸 (2006)
- 캐슬 (2009)
- 팍스 앤 레크리에이션 (2009-15, 2020) - 제리 역
- 멘탈리스트 (2012)
- 베이거스 (2013)
- 스위치드 앳 버스 (2014)
- 부통령이 필요해 (2016)
- 브루클린 나인-나인 (2016)
- 더 볼드 앤 더 뷰티풀 (2016-19)
- 크리미널 마인드 (2020)
- 9-1-1 (2021)
- 베터 콜 사울 (2022)